# Benedetto Cappelletti
Benedetto Cappelletti, italijanski duhovnik, škof in kardinal, * 2. november 1764, Rieti, † 15. maj 1834, Rieti.

## Življenjepis
30. septembra 1831 je bil povzdignjen v kardinala in pectore.
2. julija 1832 je bil razglašen za kardinala-duhovnika pri S. Clemente.
29. julija 1833 je bil imenovan za škofa Rietija in 15. avgusta istega leta je prejel škofovsko posvečenje.